# Петропавлівський (заказник)
 Зоологічний заказник місцевого значення  «Петропавлівський» (втрачений) був оголошений рішенням Запорізького облвиконкому №10 від 27.11.1998 року на 100 на північ від с.Петропавлівка (Новомиколаївський район, Запорізька область). Площа – 45 га.
24 грудня 2002 року Запорізька обласна рада ухвалила рішення №12 «Про внесення змін  і доповнень до  природно-заповідного фонду області», яким було ліквідовано 41 об'єкт ПЗФ. 
Скасування статусу відбулось незаконно, із зазначенням сумнівної причини «не відповідає  класифікації території ПЗФ України».